# Denis Iguma
Denis Iguma (né le 10 février 1994 à Kalangala en Ouganda) est un joueur de football international ougandais, qui évolue au poste de défenseur.

## Biographie

### Carrière en sélection
Il joue son premier match en équipe d'Ouganda le 29 mars 2012, en amical contre l'Égypte (défaite 2-1).
Il participe ensuite à la Coupe CECAFA des nations 2012. L'Ouganda remporte cette compétition en battant le Kenya en finale.
Il inscrit son premier but en sélection le 13 juillet 2013, contre la Tanzanie. Ce match gagné 1-0 rentre dans le cadre des éliminatoires du championnat d'Afrique des nations 2014.
En janvier 2014, il participe au championnat d'Afrique des nations 2014 organisé en Afrique du Sud. Lors de cette compétition, il joue trois matchs.
En janvier 2017, il dispute la Coupe d'Afrique des nations organisée au Gabon. Il joue trois matchs lors de ce tournoi.

## Palmarès

### Palmarès en club
Victoria University
- Coupe d'Ouganda (1) :
  - Vainqueur : 2012-13.
- Supercoupe d'Ouganda :
  - Finaliste : 2013.
- Coupe CECAFA des vainqueurs de coupe (1) :
  - Vainqueur : 2014.

 Al Ahed Beyrouth
- Championnat du Liban (2)
  - Champion : 2015 et 2017

### Palmarès en sélection
Ouganda
- Coupe CECAFA des nations (1) :
  - Vainqueur : 2012.